# Штампованная гербовая марка

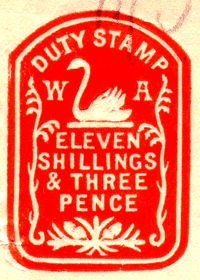
Штампованная гербовая марка Западной Австралии номиналом одиннадцать шиллингов и три пенса, г.

Штампованная гербовая марка (англ. impressed duty stamp) — это форма фискальной марки, создаваемой путём штампования (тиснения) штампа на документе с помощью металлического штампа для подтверждения уплаты требуемой пошлины (налога). Такие марки использовались для взимания самых разных налогов и пошлин, включая гербовый сбор и пошлины на алкогольные напитки, на финансовые операции, на квитанции, на чеки и судебные сборы. Их используют во всем мире, но особенно активно в Великобритании и Британском Содружестве.
Штампованные гербовые марки следует отличать от фискальных марок с клеевым слоем, которые наклеиваются на документы таким же образом, как почтовая марка наклеивается на письмо.

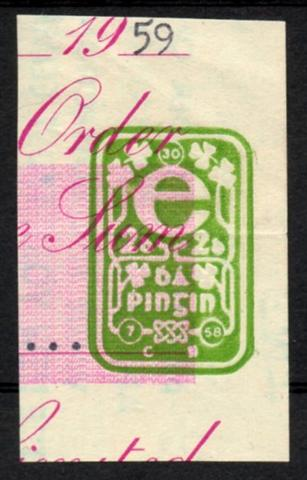
Ирландская штампованная гербовая марка на части чека, 1959 г.

## История применения в Великобритании
В Великобритании первые штампованные гербовые марки стали применяться после введения гербового сбора в соответствии с Гербовым актом (законом о гербовых сборах) 1694 года, «Законом о предоставлении Их Величествам нескольких пошлин на велень, пергамент и бумагу сроком на 10 лет для ведения войны с Францией» (5 & 6 Will. & Mar. c. 21). Пошлина варьировалась от 1 пенни до нескольких шиллингов за ряд различных юридических документов, включая договоры страхования и документы, используемые в качестве доказательств в судах. Ежегодно собиралось около 50 000 фунтов стерлингов, и хотя изначально это была временная мера, она оказалась настолько успешной, что её продолжали использовать.
Последующими законами вводились новые пошлины вплоть до настоящего времени, и до недавнего времени для сбора налогов использовались штампованные гербовые марки, однако теперь на смену им приходят электронные методы.
Налог вводился путём лишения документов юридической силы в суде, если на них не был проставлен соответствующий штамп. Налог представлял собой либо фиксированную сумму за один документ, либо был адвалорным, то есть варьировался в зависимости от стоимости налогооблагаемой транзакции.
Первые штампы были выпущены вновь созданным Советом уполномоченных по штампам (Board of Commissioners of Stamps). По всей стране были назначены распространители штампов. Позже дистрибьютором в Уэстморленде был поэт Уильям Вордсворт. Штампы оттискивались непосредственно на документе, сначала без использования краски (так называемые «альбиносы»), а позднее с использованием краски. В случае пергамента штамп сначала ставили на бумагу, которая прикреплялась к документу с помощью клея и металлической полоски олова.

## Принятие во всем мире

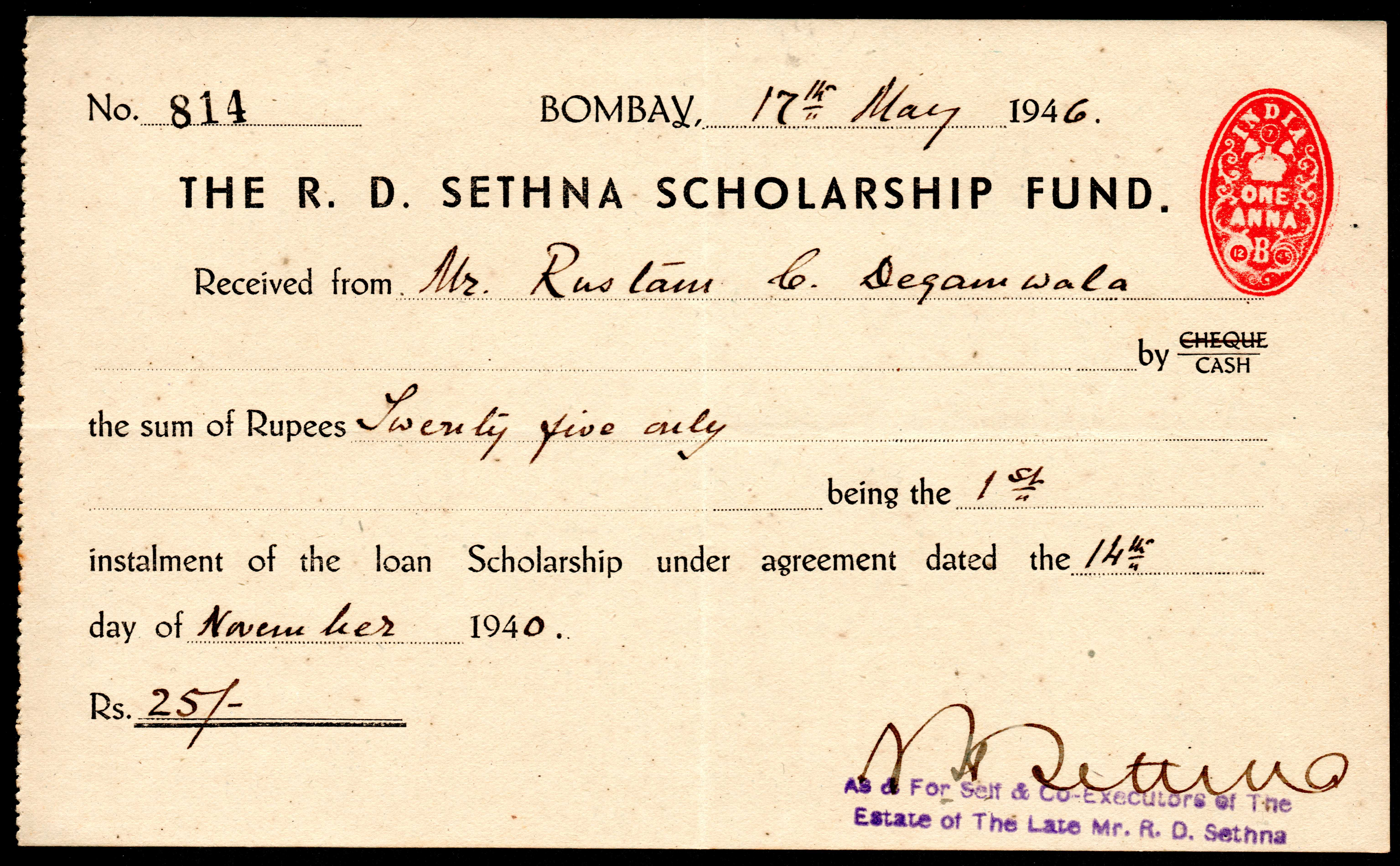
Индийская квитанция 1946 г. со штампованной гербовой маркой

Использование штампованных марок в Великобритании оказалось настолько успешным, что вскоре такая же модель была принята и в остальной части Британской империи. Штампованные марки также использовались во многих других странах.

## Фискальные машины
Во многих странах на смену штампованным маркам пришли фискальные машины (revenue meters), поскольку они более эффективны, а оттиск штампа наносится быстрее. Работая по принципу франкировальной машины, они производятся многими из тех же компаний-производителей франкировальных машин, например Pitney Bowes и Neopost.

## Штампы для тиснения

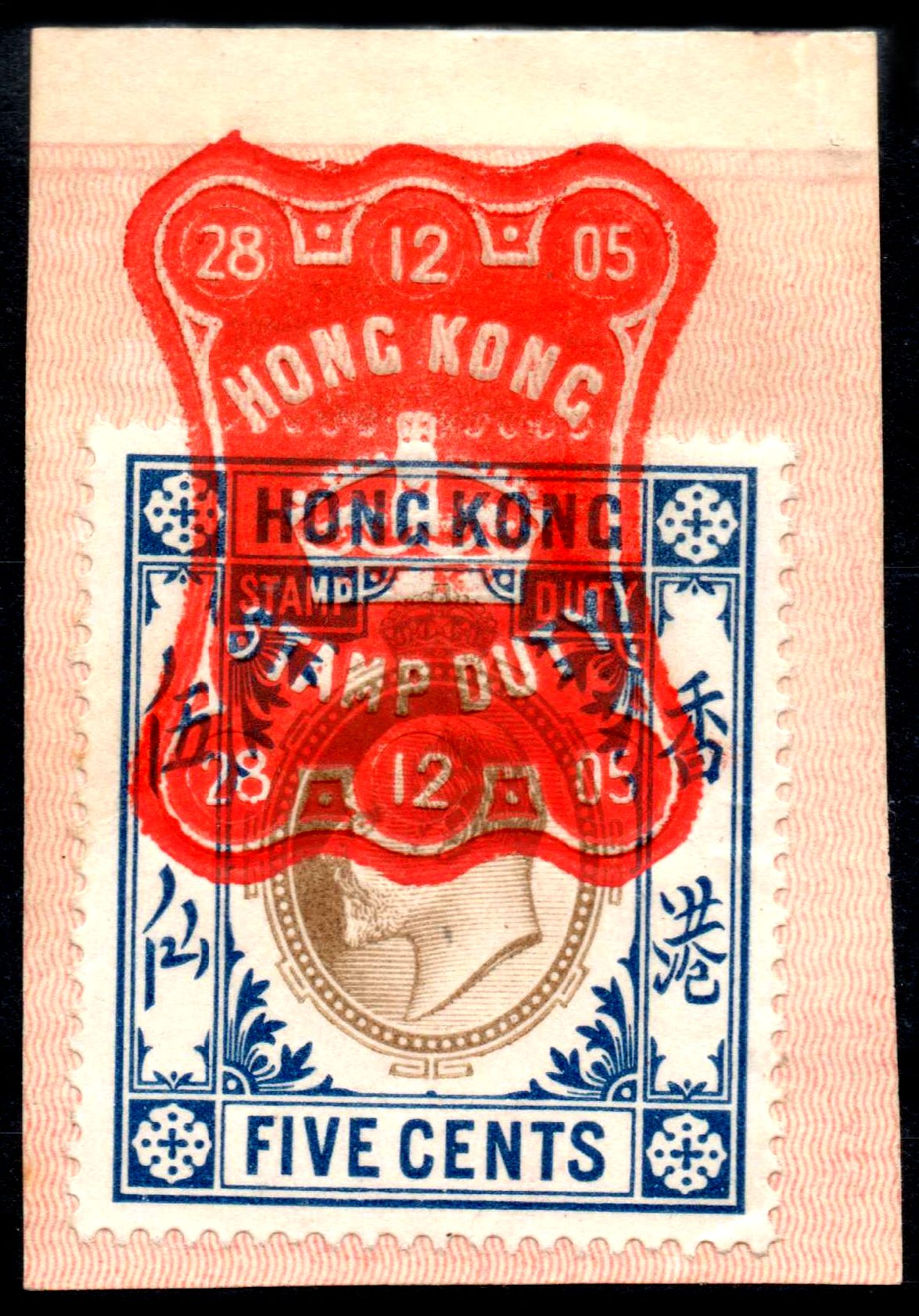
Оттиск штампа для тиснения красного цвета от 28 декабря 1905 г. на гонконгской фискальной марке гербового сбора номиналом 5 центов

Штампы для тиснения (over-embossing dies) можно спутать со штампованными гербовыми марками, поскольку они выглядят похоже. Фактически они наносятся на фискальные марки с клеевым слоем, чтобы погасить марку и привязать её к документу, на котором она наклеена. Часто они красного цвета, обычно имеют дату в верхней и нижней части штампа и изготавливаются тем же способом, что и штампованные гербовые марки. Как правило, на них не указывается номинал, поскольку они не являются марками, но в некоторых случаях штампы для тиснения были адаптированы с указанием номинала для использования в качестве марок, например, в Пенанге, Сингапуре и Малакке. В 1901 году компания De La Rue подготовила краткий отчет о штамповании документов, в котором объяснялись преимущества и недостатки различных методов штампования, а также приводился пример тиснения на марке с надписью «Imperium».

## Предварительно напечатанные фискальные марки

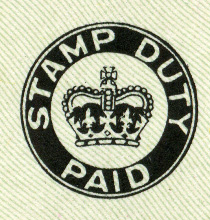
Отметка «Stamp Duty Paid» («Гербовый сбор оплачен»), которая находилась на британских чеках с 1956 года по 1971 год, когда налог на чеки был отменён

Предварительно напечатанная фискальная марка (pre-printed revenue stamp) — вид фискальной марки, когда марка является частью рисунка документа и печатается одновременно с остальной частью документа. Они отличаются от штампованных гербовых марок тем, что не наносятся посредством штампования или тиснения. В рисунок чеков часто включали заранее напечатанные фискальные марки, чтобы избежать необходимости отдельно проштамповывать каждый чек. Они также являются частью рисунка сертификатов акций и являются аналогом марок цельных вещей в области почты, но без тиснения, которое иногда встречается на них. Они также имеют сходство с гербовой бумагой, но в отличие от гербовой бумаги, где штамп обычно крупный, а остальная часть бумаги пустая, заранее напечатанная фискальная марка обычно занимает лишь небольшую часть документа, возможно, появляясь в углу, и часто не крупнее типичной почтовой марки.
В Великобритании с 1956 года на чеках находилась предварительно напечатанная марка без указанного номинала со словами «Stamp Duty Paid» («Гербовый сбор оплачен»), что исключало необходимость тиснения на каждом чеке отдельной марки, как это было раньше.